# Гражданская война в Венесуэле (1901—1903)
Гражданская война в Венесуэле (1901—1903) или Освободительная революция (исп. Revolución Libertadora) — попытка коалиции региональных лидеров во главе с Мануэлем Антонио Матосом, богатым банкиром, в союзе с транснациональными корпорациями (New York & Bermúdez Company, Orinoco Steamship Company, Compañía del Cable Francés и других), свергнуть правительство Сиприано Кастро.

## Предыстория

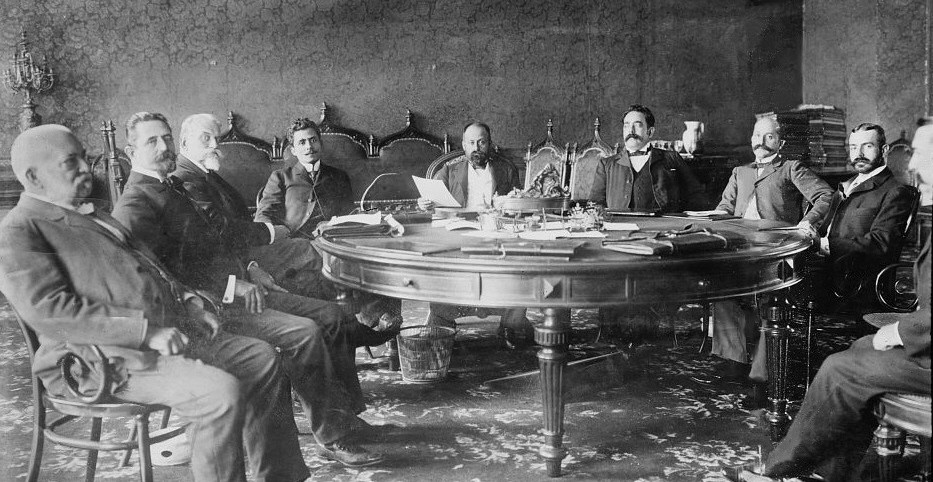
Кастро и его кабинет

Президент Кастро пришел к власти в 1899 году после победы в гражданской войне, которая свергла президента Игнасио Андраде. Новое правительство намеревалось начать центристские реформы, отменить внешний долг, модернизировать вооруженные силы, для чего Кастро вступил в союз с наиболее влиятельными лидерами страны, тем самым ослабив многих других. Он использовал систему союзов, созданную Антонио Гусманом Бланко, введя в региональные правительства своих чиновников, что однако только спровоцировало рост недовольства на местах: многие лидеры встали перед дилеммой поддержать восстание или рисковать остаться изолированными и беспомощными в своих регионах.
Революционеров финансировали крупные банкиры, такие как Матос, Бултон и Велутини, которых президент Кастро под угрозой тюрьмы вынудил одалживать деньги правительству. На протяжении 1901 года Кастро сумел задушить бунты в Бермудесе и Боливара во главе с Пабло Гузманом, Орасио и Алехандро Дукарне, Сойло Видалем и другими. Конфликт приобрел международный характер после вторжения в штат Тачира колумбийских войск во главе с венесуэльским генералом Карлосом Рангелем Гарвивасом, в отместку за поддержку Кастро либералов в Тысячедневной войне в Колумбии. Кастро не остался в долгу и в сентябре 1901 года организовал вторжение венесуэльских войск на территорию Колумбии в районе полуострова Гуахира, но потерпел поражение.

## Ход войны
В октябре Рафаэль Монтилья по прозвищу "Тигр" возглавил повстанцев в штате Лара, а к декабрю восстание армейских частей во главе с членом Либеральной партии генералом Лусиано Мендоса охватило весь центр страны. Мендоса, который назвал революционное движение «Освободительной революцией», взял под свой контроль отряды региональных полевых командиров, каждый из которых мобилизовал и вооружил массы крестьян в предгорьях, так называемых «montoneras». Кастро мобилизовал верные себе войска и начал закупать современное оружие и военные корабли и транспорты. Несмотря на невыгодное положение, Кастро располагал чрезвычайно важными военными ресурсами: магазинными винтовками Маузера и скорострельными пушками Круппа, первыми в стране.

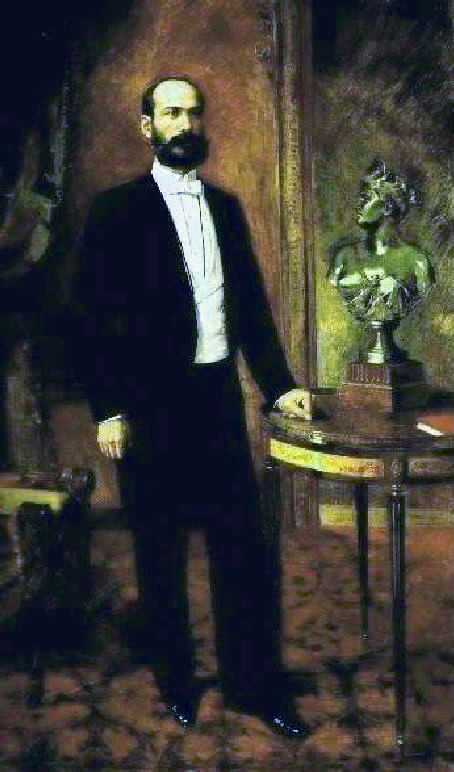
Мануэль Антонио Матос

Лидер восстания, Мануэль Антонио Матос, планировал и направлял первоначальные операции с острова Тринидад. Он сумел убедить несколько местных полевых командиров, недовольных правительством, вступить в борьбу. Французская кабельная компания и немецкая железная дорога дали повстанцам $ 150 000, чтобы финансовая элита захватила власть в стране. В декабре 1901 года Матос, через свои связи, начал международную интригу против президента Кастро, когда канцлер Германской империи Теодор фон Холлебен передал госсекретарю США Джону Хэю подробный отчет о долгах правительства Венесуэлы. Матос тем временем купил в Лондоне корабль "Ban Righ", который был переименован в "Освободителя", а также оружие и боеприпасы. Наконец, в январе 1902 года Матос со сторонниками высадился возле Коро, когда гражданская война уже распространилась по всей стране.
Матос также имел большую армию, вооруженную оружием из-за границы. В июле 1902 года под контролем правительства Кастро оставались лишь штаты Миранда, Арагуа и Карабобо в центре страны и Трухильо, Сулия, Мерида и Тачира на западе. В октябре 1902 года Кастро с 5000 солдатами, пытаясь остановить продвижение армии повстанцев (14 000 человек) на Каракас, оказался в осаде в городе Ла-Виктория. Несмотря на недостаток сил, Кастро имел преимущество в качестве вооружения и одержал победу в сражении, умело используя мощь артиллерии. 
Залогом победы Кастро стали разногласия между лидерами революционеров. Используя их, Кастро смог разбить революционные отряды поодиночке, шаг за шагом возвращая провинции под свой контроль. Некоторые очаги сопротивления сохранялись в восточных районах, где укрепились революционеры во главе с Николасом Роландо. 
В декабре 1902 года европейские кредиторы Венесуэлы — Германия, Англия и Италия — начали блокаду страны, что вывело венесуэльский кризис на международный уровень. Особое внимание было уделено морской блокаде портов Венесуэлы 9 декабря 1902 года немецкими, английскими и итальянскими военными кораблями. Учитывая отвлечение сил правительства на серьезный международный кризис, 29 декабря 1902 года лидеры повстанцев Амабилис Соланье и Лусиано Мендоза напали на государственные учреждения в Каха-де-Агуа, недалеко от Баркисимето, и изгнали оттуда правительственные войска Леопольдо Батисты Гонсалеса Пачеко. Президент Кастро обратился за помощью к президенту США Рузвельту как посреднику в переговорах с европейскими кредиторами, который, в соответствии с Доктриной Монро, заставил европейские державы снять блокаду.
В марте 1903 года президент Кастро послал сильный морской и сухопутный контингент под командованием генерала Хуана Висенте Гомеса выбить революционеров Николаса Роландо в Сьюдад-Боливаре, на правом берегу реки Ориноко. После долгой блокады, которая завершилась высадкой десанта и кровопролитной битвой при Сьюдад-Боливаре, генерал Роландо был предан своим окружением и выдан Гомесу 21 июля 1903 года. Эту дату принято считать символической датой окончания гражданской войны. После гибели или бегства большинства командиров Матос также бежал на Кюрасао.

## Результаты

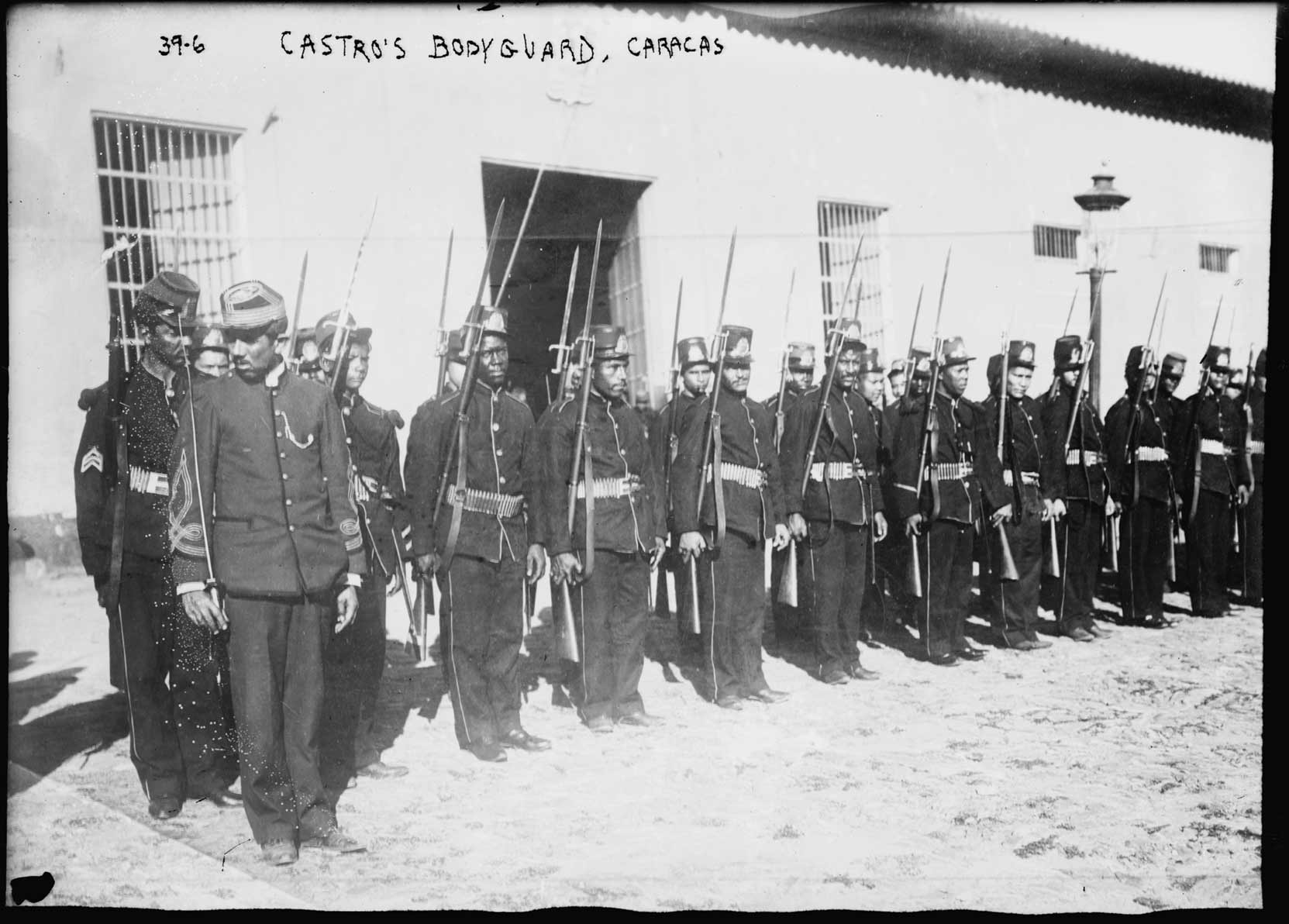
Личная охрана С. Кастро

Поражение революции положило конец венесуэльской политической нестабильности и борьбе между военачальниками и конец эпохи Великих венесуэльских гражданских войн, уступивших место этапу консолидации центрального правительства. Потери в войне спровоцировали серьезную модернизацию правительственной армии. Военно-морской флот, почти уничтоженный англо-германской военно-морской блокадой, также стал модернизироваться и укрепляться.
Провозглашенный в период блокады лозунг «Наглые иностранцы осквернили священную землю Отечества» определил новую государственную идеологию. Сиприано Кастро начал националистическую реакцию в стране, настолько масштабную, что многие из его противников присоединились к нему против морской блокады (например, «пацифист Эль-Мочо» — д-р Хосе Грегорио Эрнандес).
Реакция латиноамериканских стран на события в Венесуэле выражалась в разных формах: в военном училище в Чили повесили фотографию Кастро, и курсанты ежедневно салютовали ей; Перу заявила о возможности начала мобилизации в поддержку Венесуэлы; Луис Мария Драго, министр иностранных дел Аргентины и автор доктрины Драго, заявил о недопустимости вооруженных действий со стороны иностранных держав против стран Латинской Америки, чтобы заставить их выполнить долговые обязательства.
В 1906 году Кастро наказал международные фирмы, участвовавшие в «Освободительной революции», до такой степени, что были разорваны отношения с Соединенными Штатами, а затем с Францией и Голландией. 